# Roman Botta
Roman Botta (13 agosto 1984) è un ex hockeista su ghiaccio italiano naturalizzato svizzero, di ruolo Centro.

## Carriera
Roman Botta inizia a giocare nel settore giovanile dell'HC Lugano arrivando ad esordire in Lega Nazionale A nella stagione 2003-2004, mentre nella stagione 2004-2005, viene mandato in prestito per alcune partite in Lega Nazionale B presso l'EHC Chur, squadra affiliata ai luganesi.
Nel 2005 sceglie di restare in LNB, presso il Lausanne HC, con cui disputa due stagioni, per poi passare nella stagione 2007-2008 all'HC La Chaux-de-Fonds. Nel campionato 2008-2009 ritorna in LNA presso i SCL Tigers, per poi concludere la stagione ancora una volta il LNB presso l'EHC Visp.
Successivamente viene ingaggiato dall'HC Ambrì-Piotta, squadra con cui dopo due stagioni trascorse da titolare, eccettuato un transito presso l'HC Sierre per disputare i play-off di LNB, decide di prolungare il proprio contratto.
Al termine della stagione 2012-2013, conclusasi con 12 punti in 25 presenze nel corso della stagione regolare, Botta trovò un accordo quadriennale con l'EHC Visp, squadra per cui aveva già giocato nel 2008-2009.

## Palmarès

### Club
- Lega Nazionale B: 1

Visp: 2013-2014